# Vượn cáo bán hóa thạch

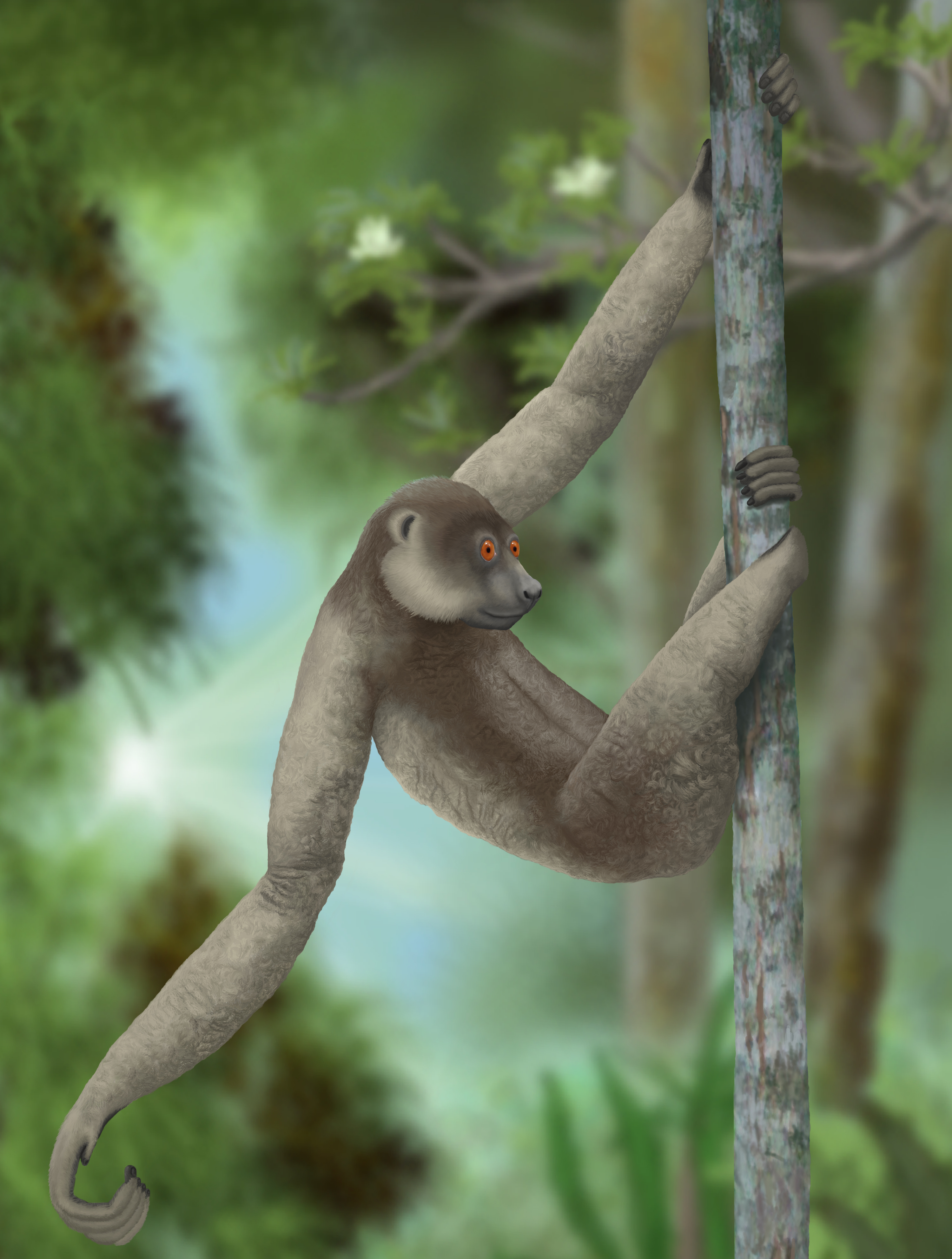
Palaeopropithecus ingens, một loài vượn cáo lười tuyệt chủng

Vượn cáo bán hóa thạch là những loài vượn cáo tại Madagascar hiện diện gần đây (bán hóa thạch) có niên đại từ gần 26.000 năm về trước (từ thế Pleistocene cho đến thế Holocen) xấp xỉ 560 năm về trước. Bao gồm cả loài tuyệt chủng lẫn loài còn sống, mặc dù thuật ngữ này thường dùng hơn đề cập đến loài vượn cáo khổng lồ đã tuyệt chủng. Sự đa dạng của cộng đồng vượn cáo bán hóa thạch lớn hơn so với các cộng đồng vượn cáo ngày nay, dao động cao đến 20 loài hoặc nhiều hơn mỗi vị trí, so với 10 đến 12 loài ngày nay. Loài đã tuyệt chủng ước tính dao động trong kích thước từ nhẹ quá 10 kg (22 lb) đến xấp xỉ 160 kg (350 lb). Ngay cả những gì còn lại bán hóa thạch của loài còn sống lớn hơn và chắc nịch hơn so với những mảnh xương của mẫu vật hiện đại. Vị trí bán hóa thạch tìm được khắp đảo chứng minh rằng hầu hết các loài vượn cáo khổng lồ phân bố rộng và phạm vi của các loài còn sống đã thu gọn đáng kể kể từ khi con người xuất hiện.